# Brachydesmus dolinensis
Brachydesmus dolinensis är en mångfotingart som beskrevs av Carl Graf Attems 1898. Brachydesmus dolinensis ingår i släktet Brachydesmus och familjen plattdubbelfotingar. Utöver nominatformen finns också underarten B. d. dolinensis.